# しずな〜び
しずな～びは静岡セキスイハイム不動産(現しずなび)のマスコットキャラクター。耳は富士山、首輪にみかん、しっぽにうなぎを模した「うなび」がいる。ジュビロ磐田や清水エスパルスの試合に現れる。外見の似たキャラクターに首に急須、尻尾が桜エビである静岡介護なびのかいごな～びがいる。語尾はなび。